# بلاستوسيانين

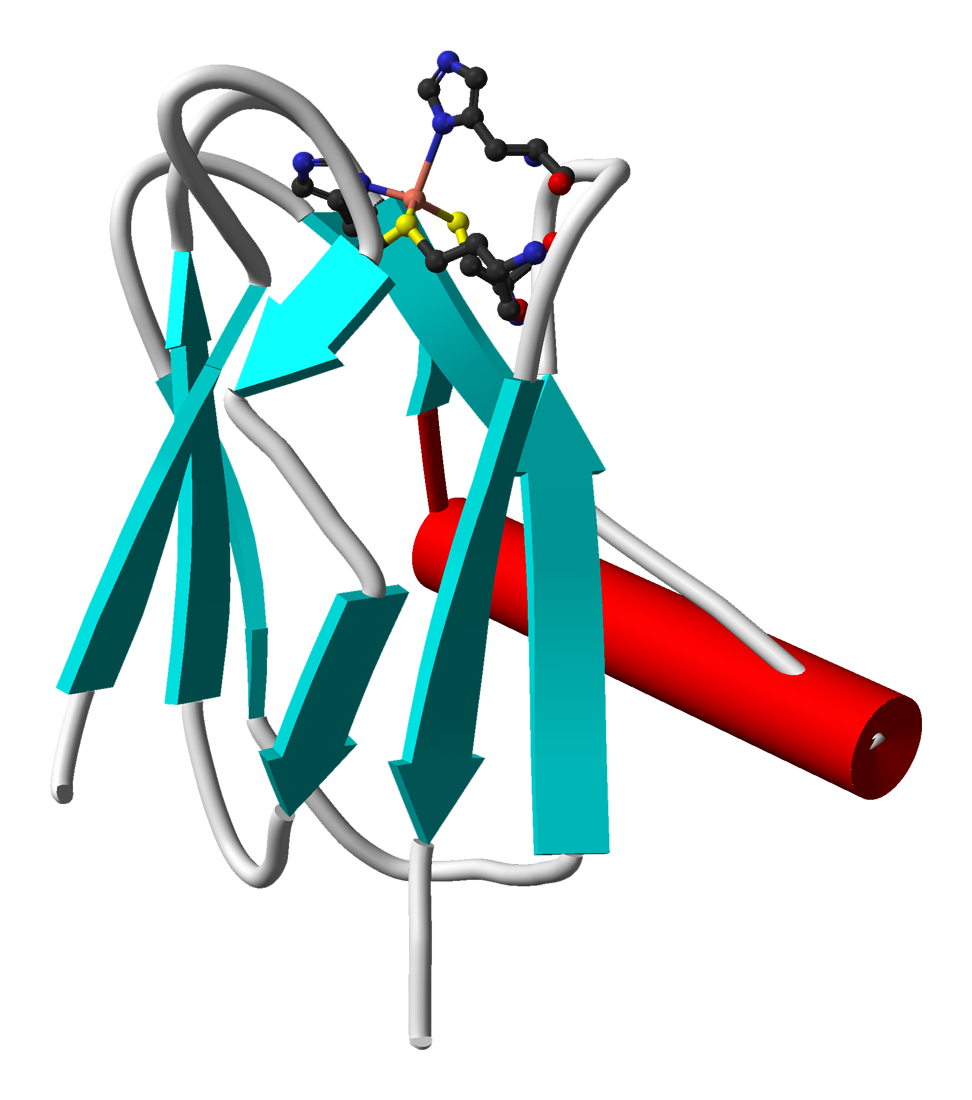
بنية بلاستوسيانين.

بلاستوسيانين هو بروتين فلزي حاوٍ على النحاس ويقوم بالتوسط في تفاعلات انتقال الإلكترون داخل الخلية. عثر عليه في عدد من النباتات، حيث يساهم في التركيب الضوئي.

## الوظيفة
يقوم البلاستوسيانين في عملية التركيب الضوئي بدور وسيط لنقل الإلكترون بين سيتوكروم f التابع لمعقد سيتوكروم b6f في النظام الضوئي الثاني (II) و+P700 في النظام الضوئي الأول (I)؛ وفيها يقوم سيتوكروم f بدور مانح إلكترونات؛ في حين أن +P700 يقوم بدور مستقبل إلكترونات.